# Айпара (Жетысуская область)
Айпара (каз. Айпара) — село в Алакольском районе Жетысуской области Казахстана. Входит в состав Ушбулакского сельского округа. Код КАТО — 193473200.

## Население
В 1999 году население села составляло 245 человек (126 мужчин и 119 женщин). По данным переписи 2009 года, в селе проживало 157 человек (82 мужчины и 75 женщин).